# Heinz Tiessen
Heinz Tiessen (* 10. April 1887 in Königsberg i. Pr.; † 29. November 1971 in West-Berlin) war ein deutscher Komponist, Dirigent und Musikpädagoge.

## Leben
Heinz Tiessen war der Sohn eines Gerichtsassessors und verbrachte seine Kindheit in Bartenstein. Auf Wunsch seines Vaters sollte er die Laufbahn eines Juristen einschlagen. 1905 begann er deshalb ein Jurastudium an der Berliner Universität, wechselte aber bereits nach einem Semester zur Philosophie über und wurde ein Bewunderer Georg Simmels. Parallel dazu studierte er am Stern’schen Konservatorium Komposition bei Philipp Rüfer, Theorie bei Wilhelm Klatte und Dirigieren bei Arno Kleffel.
1913 und 1914 wurden die beiden Sinfonien Tiessens erfolgreich uraufgeführt. Er widmete sich ab diesem Zeitpunkt nur noch der Musik. Zu einem seiner wichtigsten Förderer wurde in den nächsten Jahren der von Tiessen bewunderte Richard Strauss, der ihm 1917 eine Stelle als Korrepetitor an der Königlichen Oper Berlin vermittelte. Daneben wirkte Tiessen als Musikkritiker. 1918–1921 war er als Theaterkapellmeister der Freien Volksbühne, außerdem von 1920 bis 1922 als Dirigent des Akademischen Orchesters Berlin an der Universität tätig. Seit 1921 engagierte sich Tiessen in der linksintellektuellen Novembergruppe, später war er Gründungsmitglied der Internationalen Gesellschaft für Neue Musik. Auf dem Höhepunkt seines Ruhmes ernannte man ihn 1925 zum Kompositionslehrer an der Berliner Musikhochschule. 1926 und 1932 wirkte er als Juror bei den Weltmusiktagen der Internationalen Gesellschaft für Neue Musik (ISCM World Music Days).
Dem aufkommenden Nationalsozialismus stand Tiessen, der auch mit sozialistischen Arbeiterchören zusammenarbeitete, ablehnend gegenüber. Zwar konnte er auch nach der Machtübernahme Adolf Hitlers 1933 seine Lehrtätigkeit bis 1945 ausüben; aber seine Werke galten in der Zeit des Nationalsozialismus als unerwünscht und verschwanden von den Spielplänen. In diesen Jahren kam Tiessens kompositorische Arbeit beinahe zum Erliegen. Tiessen war Gutachter (Zensor) für die Reichsmusikprüfstelle des Reichsministeriums für Volksaufklärung und Propaganda.
Nach dem Zweiten Weltkrieg leitete Tiessen 1946–1949 das Städtische (ehemals Stern’sche Konservatorium) und 1949–1955 die Abteilung für Komposition und Theorie an der Berliner Musikhochschule, bevor er sich ins Privatleben zurückzog und wieder mehr komponierte. Die Produktivität seiner früheren Jahre konnte er aber nicht mehr erreichen. Die Zeit des Nationalsozialismus hatte die Aufführungstradition seiner Werke gebrochen, sodass sich nur noch wenige Interpreten für ihn einsetzten. Als Heinz Tiessen 1971 nach längerer Krankheit starb, war er ein beinahe vergessener Komponist. Erst gegen Ende des 20. Jahrhunderts erwachte neues Interesse an seiner Musik.

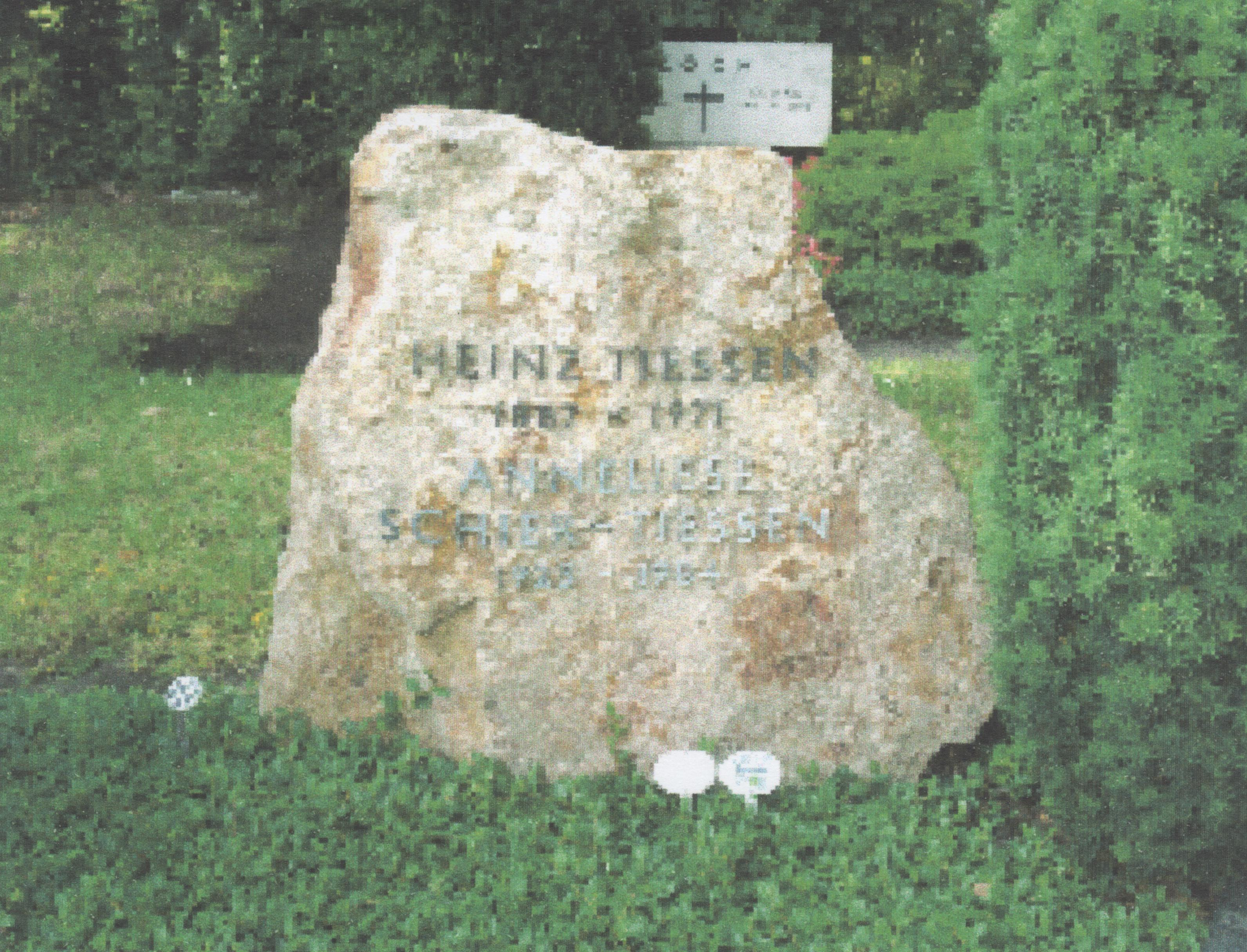
Grabstätte von Heinz Tiessen

Tiessen war seit 1944 in zweiter Ehe mit der Pianistin Anneliese Schier verheiratet. Seine bekanntesten Schüler waren Eduard Erdmann, Josef Tal, Erik Bergman und Sergiu Celibidache.
Zeitlebens hegte der Komponist eine Passion für den Vogelgesang, insbesondere den von Amseln. Er begann, systematische Forschungen zum Aufbau der Gesänge zu betreiben. Seine Erfahrungen fasste Tiessen in dem 1953 erschienenen Buch Musik der Natur zusammen. Bereits 1915 hatte er sie in seinem Septett op. 20, das verschiedene Amselrufe verarbeitet, praktisch umgesetzt, was ihn in dieser Hinsicht zu einem Vorläufer Olivier Messiaens machte.
Heinz Tiessen starb mit 84 Jahren und wurde auf dem Waldfriedhof Zehlendorf in Berlin beigesetzt.

## Tonsprache
Tiessen gilt als einer der Hauptvertreter des musikalischen Expressionismus in Deutschland. Seine frühen Werke opp. 1–16 sind spätromantischer Prägung, zeigen vor allem den Einfluss von Richard Strauss und wurden vom Komponisten später als noch nicht für seinen Stil typisch betrachtet. Zur künstlerischen Eigenständigkeit gelangte Tiessen mit der Sinfonie Nr. 2 op. 17 Stirb und Werde!. In dieser und den darauf folgenden Werken wird zwar die Tonalität nicht aufgegeben, aber stark aufgelockert und bis zur Polytonalität weiterentwickelt. Gleichzeitig macht sich ein Streben nach linear-polyphoner Stimmführung bemerkbar. Die in der Weimarer Republik entstandenen Kompositionen verschärfen diese Tendenzen noch und streifen gelegentlich die Atonalität. Quantitativ wird diese Schaffensphase von Bühnenmusiken dominiert, in denen Tiessens Vorliebe für markante und gestenreiche Themen zum Tragen kommt. Als vielleicht bedeutendstes dieser Werke kann das Tanzdrama Salambo betrachtet werden. In der Nachkriegszeit in Deutschland reagierte Tiessen nicht mehr produktiv auf die damaligen künstlerischen Umwälzungen, sondern blieb seinem Personalstil treu.
Tiessen hat seine künstlerischen Ziele 1911 folgendermaßen zusammengefasst: „Das Ziel der Kunst ist Klassizität. [...] Aufgabe der Zukunft ist es, die sich noch als Selbstzweck aufdrängenden Errungenschaften der Neuromantik für die Gestaltung einer neuen, modernen Klassizität zu gewinnen.“

## Ehrungen
- 1953: Verdienstorden der Bundesrepublik Deutschland, Verdienstkreuz 1. Klasse
- 1964: Johann-Wenzel-Stamnitz-Preis der Künstlergilde Esslingen
- 1969: Kulturpreis der Landsmannschaft Ostpreußen

## Werke

### Bühnenwerke
- Schauspielmusik zu Merlin von Carl Leberecht Immermann
- Schauspielmusik zu Die armseligen Besenbinder von Carl Hauptmann
- Schauspielmusik zu Das Postamt von Rabindranath Tagore
- Schauspielmusik zu Antigone von Sophokles
- Schauspielmusik zu Masse Mensch von Ernst Toller
- Schauspielmusik zu Hamlet von William Shakespeare
- Schauspielmusik zu Cymbeline von Shakespeare
- Schauspielmusik zu Advent von August Strindberg
- Schauspielmusik zu Der Sturm von Shakespeare
- Schauspielmusik zu Abenteuer in Moll von Hanns Braun (1924)
- Salambo, Tanzdrama in drei Bildern von Lucie Kieselhausen frei nach Gustave Flaubert op. 34 (1923, UA Duisburg 1929)
- Schauspielmusik zu Don Juan und Faust von Christian Dietrich Grabbe (1925)
- Schauspielmusik zu Musik von Carl Hauptmann (1934)

### Vokalmusik
- Ein Frühlings-Mysterium, Oratorium für Chor, Soli und Orchester op. 36
- Aufmarsch, Kantate für Chor, Blasorchester und Sprecher op. 40 (1931)
- Die Amsel, lyrische Rhapsodie für Sopran und Orchester op. 63 (nach Max Dauthendey)
- Lieder für Singstimme und Klavier

### Orchestermusik
- Eine Ibsenfeier op. 7, Sinfonische Dichtung (1909)
- Sinfonie Nr. 1 C-Dur op. 15 (1911)
- Sinfonie Nr. 2 f-Moll op. 17 Stirb und Werde! (1912)
- Rondo G-Dur op. 21 für Orchester
- Ein Liebesgesang op. 25. Idyll für Orchester
- Totentanz-Suite op. 29 für Violine und Orchester (1921)
- Hamlet-Suite op. 30 (1921, nach der Musik zu Hamlet)
- Musik für Streichorchester op. 32a
- Vorspiel zu einem Revolutionsdrama op. 33 (1926, nach der Musik zu Masse Mensch)
- Salambo-Suite op. 34a
- Aus meiner Theatermappe II op. 39. Vier Orchesterstücke (um 1928)
- Ernste Hymne op. 50 für Blasorchester
- Konzertante Variationen für Klavier und Orchester op. 60 (1961)

### Kammermusik
- Amsel-Septett für Flöte, Klarinette, Horn, 2 Violinen, Viola und Violoncello G-Dur op. 20 (1915)
- Streichquintett op. 32 (1920)
- Duo-Sonate für Violine und Klavier op. 35 (1925)
- Divertimento für Flöte, Oboe, Klarinette, Horn, Fagott op. 51 (1956)
- Musik für Viola mit Orgel op. 59 (1964)

### Klavier- und Orgelmusik
- Sonate für Klavier C-Dur op. 12 (1910)
- Natur-Trilogie (Auf dem Gipfel der toten Düne – Am Kurischen Haff – Nacht am Meer) für Klavier op. 18 (1913)[4]
- 5 Klavierstücke op. 21 (~1915) (Premiere am 11. Mai 1916 durch Eduard Erdmann, danach zurückgezogen)[5]
- Walzer op. 29d (Arrangement aus der Bühnenmusik zu „Die armseligen Besenbinder“, Lucie Mannheim gewidmet) (~1930)[6]
- 3 Klavierstücke op. 31 (1923)
- 6 Klavierstücke op. 37 (1929)
- Passacaglia und Fuge für Orgel op. 46 (1939)
- 5 Klavierstücke op. 52 (1950)

### Schriften
- Zur Geschichte der jüngsten Musik (1928)
- Musik der Natur – Über den Gesang der Vögel, insbesondere über Tonsprache und Form des Amselgesanges (1953)
- Weg eines Komponisten. Akademie der Künste / Gebr. Mann Verlag, Berlin 1962.
- diverse Aufsätze, z. B.: Chormusik für Arbeiter, in: Die Kunstgemeinde. Mitteilungsblatt der Kunstgemeinde des Bezirks Kreuzberg., 6. Jg. Nr. 2, Februar 1930, S. 13–14.
- Die Tonkunst im Rahmen der Schauspielbühne, in: Volksbühne. Zeitschrift für sociale Kunstpflege, Jg. 2 1921/22, H. 2, S. 60–62.

## Dokumente
- Nachlass im Archiv der Akademie der Künste Berlin, mit Findbuch
- Briefe von Heinz Tiessen befinden sich im Bestand des Leipziger Musikverlages C. F. Peters im Staatsarchiv Leipzig.